# ملک‌درق (هوراند)
ملک‌درق یکی از روستاهای استان آذربایجان شرقی است که در دهستان چهاردانگه شهرستان هوراند واقع شده‌است. این روستا ۱۲۷ نفر جمعیت دارد.